# لیکسله
شهر لیکسله (به سوئدی: Lycksele) در بخش لیکسله در کشور سوئد واقع شده‌است. جمعیت این شهر ۱۰۰۱٫۸۳ نفر است.